# Peter Roh
Peter Roh; auch Pierre Roh, SJ (* 14. August 1811 in Conthey; † 17. Mai 1872 in Bonn) war ein Schweizer Jesuit, Volksmissionar und Lehrer.

## Leben
Peter Roh wurde als Sohn des gleichnamigen Vaters Peter Roh, Winzer und Bauer und dessen Ehefrau Anna Marie Roh geboren.
Er besuchte das Jesuitengymnasium in Brig und das Jesuitenkollegium in Sitten. 1829 trat er als Novize in Stäffis in den Jesuitenorden ein. Er erhielt seine philosophische und theologische Ausbildung am Jesuitenkolleg in Brig und dem Jesuitenkolleg in Freiburg. Am 19. September 1840 wurde er zum Priester geweiht.
Von 1842 bis 1845 war er Lehrer für Dogmatik der unteren Gymnasialklassen am Jesuitenkolleg in Freiburg und von Herbst 1845 bis 1847 an der Schule in Luzern (heute: Kantonsschule Alpenquai Luzern). Aufgrund des Sonderbundskrieges, in dem er als Feldpater tätig war, musste er Ende November 1847 nach Oleggio bei Novara fliehen; die dort sich sammelnden Jesuiten mussten sich aber schon im Januar 1848 wieder zerstreuen, da die piemontesische Polizei sich ausser Stande erklärte, sie zu schützen. Er hielt sich kurze Zelt in Linz und Gries auf und wurde dann Hauslehrer bei Constantin Siegwart-Müller, der sich von Luzern nach Rappoltsweiler im Elsass geflüchtet hatte, dort war er auch als Prediger tätig.
Im September 1849 wurde er als Professor der Dogmatik in das Jesuitenkollegium nach Löwen berufen, schon im August 1850 aber nach Deutschland gesandt, um dort mit anderen Jesuiten Volksmissionen zu halten. Als Missionsprediger und Beichtvater war er nun fast zwanzig Jahre tätig, je 10–14 Tage hielt er sich an verschiedenen Orten in Nord- und Süddeutschland auf, aber auch in Prag, in der Schweiz und in Kopenhagen. Er hielt ausser Predigten auch an vielen Orten Religionsvorträge für Gebildete und gab Exerzitien.
1858 wurde er Domprediger und Lehrer für Dogmatik in Paderborn.
Von 1863 bis 1872 war er Kanzel- und Vortragsredner in der Abtei Maria Laach. Ostern 1872 zog er nach Bonn und hielt dort noch einige Religionsvorträge, bevor er kurz darauf verstarb.
Seine Leidenschaft galt der Verteidigung von Kirche und Orden, und selbst Protestanten anerkannten ihn als wortgewaltigen Redner.

## Schriften (Auswahl)
- Praelectiones dogmaticae. Friburgi Helvetiorum, 1842.
- Tractatus de incarnatione. Friburgi Helvetiorum, 1842.
- Les Jesuites en Valais. 1844.
- Peter Roh; Léonce Schmid-Roth; Gebhard Lusser: Theses dogmaticae de vera religione quas susceperunt publice defendendas die 22 Julii hora 2 post meridiem in aula lycaei collegii Friburg. S.J. ornati ac eruditi domini. Friburgi Helvetiorum: typis Leonti Schmid-Roth et Soc., 1844.
- F. W. Wilhelmi; Peter Roh: Die Anklage des Pater Roh gegen die Reformation des sechzehnten Jahrhunderts auf Testaments verfälschung. Oeffentliche Antwort auf die von Pater Roh in der Jesuitenkirche zu Heidelberg abgehaltene Predigt über Psalm III. 4. Pforzheim, Stuttgart, 1851.
- Die Heilige Volksmission in Augsburg. Augsburg, 1853.
- Das alte Lied: Der Zweck heiligt die Mittel, im Texte verbessert und auf eine neue Melodie gesetzt. Frankfurt am Main 1853.
- Das Übernatürliche im Christenthum: Predigt geh. am 15. Sonntag nach Pfingsten 1854. Lindau : Stettner, 1854.
- Trauerrede auf den Hintritt des hochwürdigsten Herrn Peter von Richarz, Bischofs von Augsburg: gehalten in der Domkirche zu Augsburg am 9. Juli 1855. Augsburg: Wolff, 1855.
- Die Grundirrthümer unserer Zeit. Freiburg im Breisgau, 1865.
- Peter Henn, Dr.  Phil.; Otto Andreae; Peter Roh; Hermann Busenbaum; Friedrich August Gottgetreu Tholuck: Das schwarze Buch. Beiträge zur Moral der Jesuiten von P.H.I.O. Andreae und der Jesuit Busenbaum. II. Consistorialrath A. Tholuck und der Jesuit Roh. Paderborn, Leipzig, 1865.
- Die Neueren Jesuiten. In Historisch-politische Blätter für das katholische Deutschland, 1865 (Bd. 1), S. 679–688.
- Was ist Christus? Freiburg im Breisgau, 1872.
- Fünfzehn Predigten des Hochw. Herrn P. Roh S.J. gehalten in der Metropolitankirche zu München zur MIssion im März 1866.